# G. V. Kromah
Alhaji Garxim Varmuyan Kromah (11 de fevereiro de 1953 - 18 de janeiro de 2022) foi um jornalista, escritor e político liberiano que se tornou senhor da guerra e líder de uma facção do Movimento Unido de Libertação da Libéria para a Democracia (ULIMO) durante a Guerra Civil da Libéria. Ele era muçulmano e membro do grupo étnico mandingo. 
Kromah obteve um bacharelado na Universidade da Libéria em 1977. Em 1982, graduou-se com mestrado em comunicação (jornalismo e relações públicas) pela American University em Washington, D.C.
Kromah foi assistente especial do vice-presidente e mais tarde ministro assistente da informação durante o regime do presidente William Tolbert antes de se tornar diretor-geral do Sistema de Radiodifusão da Libéria em 1982 e Ministro da Informação em 1984 no governo do presidente Samuel Doe. Kromah foi para o exílio em junho de 1990, meses após o início da Primeira Guerra Civil da Libéria. Mais tarde, co-fundou o Movimento Unido de Libertação da Libéria para a Democracia (ULIMO), um grupo armado que forçou Charles Taylor a uma mesa de negociações o que trouxe uma solução política para o conflito.
O ULIMO se dividiu em duas facções em 1994, com Kromah liderando uma facção conhecida como ULIMO-K. A sua base de poder situava-se no noroeste da Libéria, no condado de Lofa e arredores.
Após o fim da guerra, Kromah disputou as eleições presidenciais de 19 de julho de 1997 representando o Partido da Coalizão de Toda a Libéria, ficando em terceiro lugar com 4,02% dos votos.
Kromah concorreu novamente como candidato presidencial do partido nas eleições de 11 de outubro de 2005, nas quais foi novamente derrotado, recebendo 2,8% dos votos.